# Elias Wessén
Elias Gustaf Adolf Wessén, född 15 april 1889 i Linderås i Jönköpings län, död 30 januari 1981 i Stockholm, var en svensk språkvetare, professor och ledamot av Svenska Akademien 1947–1981, stol 16.

## Biografi
Elias Wessén var son till Karl Gustaf Wessén (1846–1920) och Lydia Dorotea Matilda Wessén, född Sehmann (1860–1947). Han växte upp i Högby utanför Mjölby i Östergötland, dit familjen flyttade 1893 då fadern tillträdde en tjänst som kyrkoherde där.
Efter läroverksstudier i Linköping tog Wessén mogenhetsexamen 1906 och fortsatte sina studier vid Uppsala universitet, där han bland annat läste historia, litteraturhistoria, nordiska språk, tyska, sanskrit, teoretisk filosofi och statskunskap.
Wessén blev fil. kand. 1909, fil. lic. 1913 och disputerade 1914 vid Uppsala universitet, varefter han blev docent i nordiska språk där. Wessén var 1914–15 även ordförande för Uppsala studentkår. Ett besök i Berlin 1915 väckte uppseende i pressen, då han i en sympatiyttring gentemot Berlins studentkår kritiserade de franska bombningarna av Karlsruhe under första världskriget. Han var 1916–21 lektor i svenska och filosofi i Linköping, och därefter lektor i svenska vid Uppsala folkskoleseminarium 1921–28. Mellan 1928 och 1957 var professor i nordiska språk vid Stockholms högskola. Han föreläste dessutom i svenska vid Oslo universitet mellan 1916 och 1946.
Mellan 1941 och 1961 var Wessén ordförande i Modersmålslärarnas förening, och 1947–69 i Svenska Vitterhetssamfundet. Åren 1944–74 var han även ledamot i Nämnden för svensk språkvård, som bildats på Wesséns initiativ 1944. År 1947 inträdde han i Svenska Akademien på stol nummer 16 efter Tor Andrae.
Hans etymologiska ordbok Våra ord, deras uttal och ursprung (1961) är en klassiker. Wessén utförde för övrigt betydande forskning i nordisk språkhistoria, ortnamnsforskning och runologi, och där bidrog han bland annat med verket Svensk språkhistoria på Almqvist & Wiksell/Gebers förlag 1965. En annan bok som utkommit i olika upplagor är Isländsk grammatik på Norstedts/Svenska bokförlaget i början av 1960-talet.
Från 1942 till hennes död 1969 var Wessén gift med bibliotekarien, fil. dr Märta Ahlberg. Wessén ligger begravd på Högby kyrkogård. Hans arbetsbibliotek donerades efter hans död till Linköpings universitetsbibliotek, och hans personarkiv till Linköpings stifts- och landsbibliotek.

## Priser, utmärkelser och ledamotskap

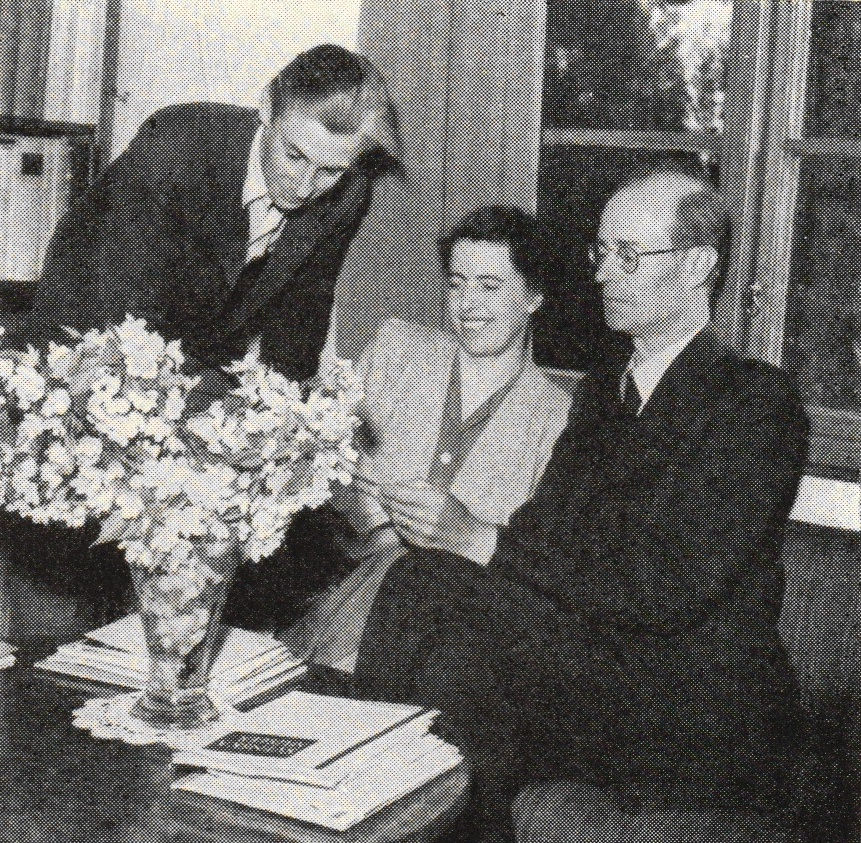
Elias Wessén med familj mottar lyckönskningstelegram efter invalet i Svenska Akademien, 1947.

- 1935 – Ledamot av Kungliga Vitterhets Historie och Antikvitets Akademien (LHA)
- 1944 – Ledamot av Kungliga Gustav Adolfs Akademien för svensk folkkultur (LGAA)
- 1945 – Jur. hedersdoktor, Uppsala universitet
- 1945 – Kungliga priset
- 1947 – Ledamot av Svenska Akademien, stol nummer 16
- 1956 – Hedersdoktor, Oslo universitet
- 1961 – Hedersdoktor, Islands universitet
- 1969 – Hedersdoktor, Helsingfors universitet
- Ledamot av Det Kongelige Danske Videnskabernes Selskab (LDVS)
- Ledamot av Det Norske Videnskaps-Akademi (LNVA)
- Hedersledamot av Svenska litteratursällskapet i Finland